# Атлетика на Летњим параолимпијским играма 2016 — 200 метара за мушкарце T35
Трка на 200 метара у класи 35 за мушкарце, била је једна од 29 дисциплина атлетског програма на Летњим параолимпијским играма 2016. у Рио де Жанеиру, Бразил. Такмичење је одржано 11. и 12. септембра на Олимпијском стадиону Жоао Авеланж.

## Земље учеснице
Учествовало је 9 такмичара из 7 земаља.
1. Аргентина (3)
2. Бразил (1)
3. Кина (1)
4. Нови Зеланд (1)
5. САД (1)
6. Уједињено Краљевство (1)
7. Украјина (1)

## Рекорди пре почетка такмичења
(стање 8. септембра 2016)
| Рекорди пре почетка Параолимпијских игара 2016.     | Рекорди пре почетка Параолимпијских игара 2016. | Рекорди пре почетка Параолимпијских игара 2016. | Рекорди пре почетка Параолимпијских игара 2016. | Рекорди пре почетка Параолимпијских игара 2016. | Рекорди пре почетка Параолимпијских игара 2016. |
| --------------------------------------------------- | ----------------------------------------------- | ----------------------------------------------- | ----------------------------------------------- | ----------------------------------------------- | ----------------------------------------------- |
| Светски рекорд                                      | 24,69                                           | Дмитриј Сафронов                                | Русија                                          | Лион, Француска                                 | 27. јул 2013.                                   |
| Параолимпијски рекорд                               | 26,58                                           | Јуриј Царук                                     | Украјина                                        | Лондон, Уједињено Краљевство                    | 5. септембар 2012.                              |
| Рекорди после завршених Параолимпијских игара 2016. |                                                 |                                                 |                                                 |                                                 |                                                 |
| Параолимпијски рекорд                               | 25,64                                           | Игор Цвиетов                                    | Украјина                                        | Рио де Жанеиро, Бразил                          | 11. септембар 2016.                             |
| Параолимпијски рекорд                               | 25,11                                           | Игор Цвиетов                                    | Украјина                                        | Рио де Жанеиро, Бразил                          | 12. септембар 2016.                             |

## Сатница
| Датум               | Време | Ниво               |
| ------------------- | ----- | ------------------ |
| 11. септембар 2016. | 11:19 | Квалификације (Г1) |
| 11. септембар 2016. | 11:26 | Квалификације (Г2) |
| 12. септембар 2016. | 10:50 | Финале             |

Сва времена су по локалном времену (UTC+3)

## Освајачи медаља
|                         |                                   |                           |
| Игор Цвиетов · Украјина | Фабио да Силва Бордигнон · Бразил | Хернан Барето · Аргентина |

## Резултати

### Квалификације
Квалификације су одржане 11.9.2016. годину у 11:19 и 11:26. Такмичари су били подељени у две групе. У финале су се пласирала прва 3 такмичара из сваке групе и 2 на основу резултата.,,
| Пласман | Група | Атлетичар                | Земља                | Класа | ЛР    | ЛРС   | Резултат | Белешка    |
| ------- | ----- | ------------------------ | -------------------- | ----- | ----- | ----- | -------- | ---------- |
| 1.      | 1     | Игор Цвиетов             | Украјина             | Т35   | 27,68 | 27,68 | 25,64    | КВ, ПР, ЛР |
| 2.      | 2     | Фабио да Силва Бордигнон | Бразил               | Т35   | 26,23 | 26,23 | 26,22    | КВ, ЛР     |
| 3.      | 1     | Диего Мартин Гонзалез    | Аргентина            | Т35   | 27,74 | 27,74 | 26,92    | КВ, ЛР     |
| 4.      | 2     | Хернан Барето            | Аргентина            | Т35   | 25,86 | 27,60 | 27,37    | КВ, ЛРС    |
| 5.      | 2     | Џордан Хау               | Уједињено Краљевство | Т35   | 27,39 | 28,27 | 27,61    | КВ, ЛРС    |
| 6.      | 2     | Николас Мартин Аравена   | Аргентина            | Т35   | 27,58 | 27,58 | 28,71    | кв         |
| 7.      | 2     | Јаков Филипс             | Нови Зеланд          | Т35   | 28,98 | 28,98 | 28,78    | кв, РР, ЛР |
| 8.      | 1     | Ајден Јент               | САД                  | Т35   | 27,49 | 27,49 | 28,81    | КВ         |
|         | 1     | Синхан Фу                | Кина                 | Т35   | 26,21 | 27,09 | Диск.    | чл. 17.8   |

### Финале
Такмичење је одржано 12.9.2016. годину у 10:35,,
| Пласман | Атлетичар                | Земља                | Класа | езултат | Белешка |
| ------- | ------------------------ | -------------------- | ----- | ------- | ------- |
|         | Игор Цвиетов             | Украјина             | Т35   | 25,11   | ПР, ЛР  |
|         | Фабио да Силва Бордигнон | Бразил               | Т35   | 26,01   | РР, ЛР  |
|         | Хернан Барето            | Аргентина            | Т35   | 26,58   | ЛРС     |
| 4.      | Диего Мартин Гонзалез    | Аргентина            | Т35   | 27,21   |         |
| 5.      | Ајден Јент               | САД                  | Т35   | 27,45   | ЛР      |
| 6.      | Николас Мартин Аравена   | Аргентина            | Т35   | 27,51   | ЛР      |
| 7.      | Џордан Хау               | Уједињено Краљевство | Т35   | 27,62   |         |
| 8.      | Јаков Филипс             | Нови Зеланд          | Т35   | 29,10   |         |